# Breil/Brigels
Breil/Brigels (rétorománsky Breil, německy Brigels) je obec ve švýcarském kantonu Graubünden, okresu Surselva. Nachází se na svazích údolí Předního Rýna, asi 37 kilometrů jihozápadně od kantonálního hlavního města Churu, v nadmořské výšce 1 280 metrů. Má přibližně 1 700 obyvatel.
Od 1. ledna 2018 patří pod Breil také dříve samostatné obce Andiast a Waltensburg/Vuorz.

## Historie

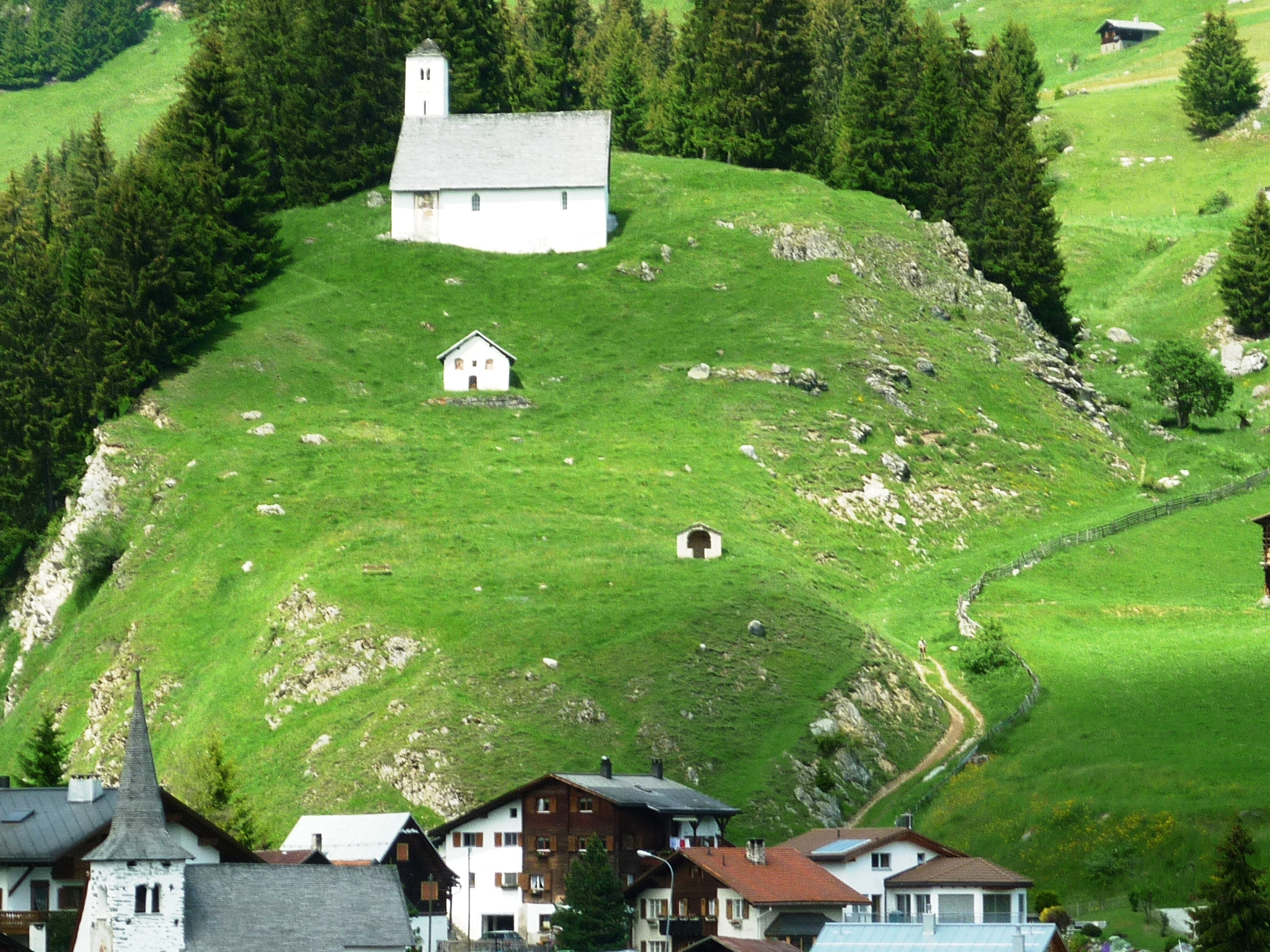
Hradiště sv. Eusebia

Místní jméno Breil/Brigels je odvozeno od keltského kmene *briga „hora, kopec, hradiště“ s příponou -ilos. Na hradišti sv. Eusebia (rétorománsky Sogn Sievi) stávalo hradiště.
V raném středověku se v místní části Cuort nacházel ústřední dvůr rétických Viktoridů s přidruženými statky v Danisu, Dardinu, Schlanu a Trunu. Brigels je poprvé zmiňován jako Bregelo v závěti churského biskupa Tella z roku 765, v níž odkázal centrální dvůr klášteru Disentis. Pravděpodobně brzy po darování klášter postavil kostel pro místní obyvatele pod patronací Disentisu. Farní kostel by však mohl být také totožný s kostelem ad sanctam Mariam, o němž se zmiňuje Tellova listina z roku 765. Farní kostel Santa Maria a kaple svatého Eusebia připadly klášteru Disentis papežským potvrzením v roce 1185.
Ve 13. století se opatství Disentis staralo o ochranu oblasti, výkon vrchnostenského soudu a správu. Na oplátku museli obyvatelé Brigels odevzdávat desátky z obilí, ovoce a ryb pro klášter na svátek sv. Vereny, společně s obyvateli sousedního Sumvitgu. Hrad Marmarola, sídlo rodu Latourů ve druhé polovině 15. století, byl pravděpodobně také ve správě opatství. V roce 1536 se z Laaxu do Brigels přestěhovalo asi 200 tzv. externích svobodníků, kteří se přidali k vrchnostenskému dvoru v Cadi a v roce 1542 získali vlastní hejtmanský dvůr. Společně s Medelem tvořili obyvatelé Brigels třetí dvůr v oblasti Cadi. V roce 1550 si morové rány vyžádaly 316 obětí a v roce 1631 130 obětí. V roce 1738 se obyvatelé vykoupili z područí kláštera. Místní sedláci využívali průsmyk Kistenpass k pastvě dobytka na Limmernalpu a ovcí v oblasti jezera Muttsee a jako spojení se sousedním kantonem Glarus. Na území Brigels bylo dvanáct kostelů a kaplí. Od 17. do 19. století byl Brigels díky rodině Latourů politickým centrem oblasti Cadi.
V roce 1870 byla vybudována silnice Brigels – Waltensburg/Vuorz a v roce 1890 kantonální silnice Tavanasa–Brigels, což prospělo letní turistice, která začala v druhé polovině 19. století. V roce 1943 se obec oficiálně přejmenovala z původního názvu Brigels na dvojjazyčný románsko-německý název Breil/Brigels. Od roku 1946 je centrem elektrárenského průmyslu, který spravuje vyrovnávací nádrž a vodohospodářské stanice v Brigels a Tavanase. Rozšířením lyžařských vleků na Pez d'Artga v roce 1972 začal rozvoj střediska Brigels jako střediska zimních sportů společně se sousedním Waltensburgem. V roce 1990 bylo 15 % pracovní síly zaměstnáno v zemědělství, 35 % v obchodě a průmyslu a 50 % v sektoru služeb (cestovní ruch).
V roce 2018 se doposud samostatné obce Andiast a Waltensburg/Vuorz sloučily s obcí Breil/Brigels.

## Geografie
Breil/Brigels sousedí na východě s Ilanzem, na jihu s Obersaxen Mundaun, na západě s Trunem a na severu s Glarusem Süd v kantonu Glarus.
Do konce roku 2017, kdy se k ní připojily obce Andiast a Waltensburg/Vuorz, tvořily politickou obec místní části Danis-Tavanasa, Dardin-Capeder, Breil/Brigels a osada Vali na pravé straně údolí.
Walserská vesnice Tomahüss, která se nachází rovněž na pravé straně údolí, byla v roce 2003 postoupena obcí Breil/Brigels obci Obersaxen.

## Obyvatelstvo

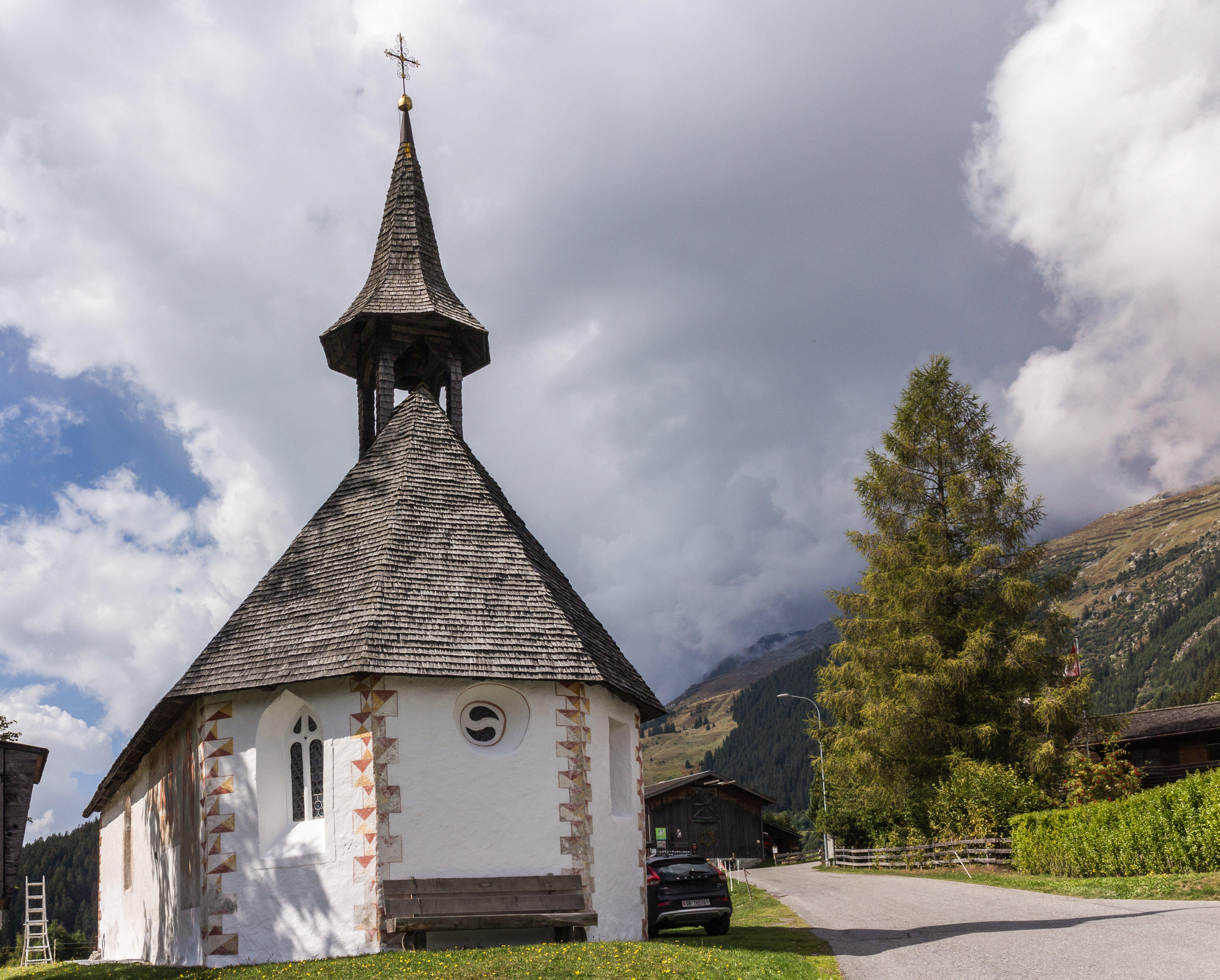
Kaple sv. Jakuba v Breil

| Rok            | 1850 | 1888 | 1900 | 1910 | 1950 | 1960 | 2000 | 2010 | 2012 | 2014 | 2020  |
| Počet obyvatel | 1086 | 848  | 859  | 1033 | 1169 | 1272 | 1187 | 1298 | 1286 | 1278 | 17311 |

1 údaje z roku 2020 jsou již včetně připojených obcí Andiast a Waltensburg/Vuorz

### Jazyky
Úředním jazykem obce je rétorománština. Jejím dialektem Sursilvan mluví 88 % obyvatel (stav v roce 2000), z nichž 80 % jej používá jako svůj hlavní jazyk.

## Doprava

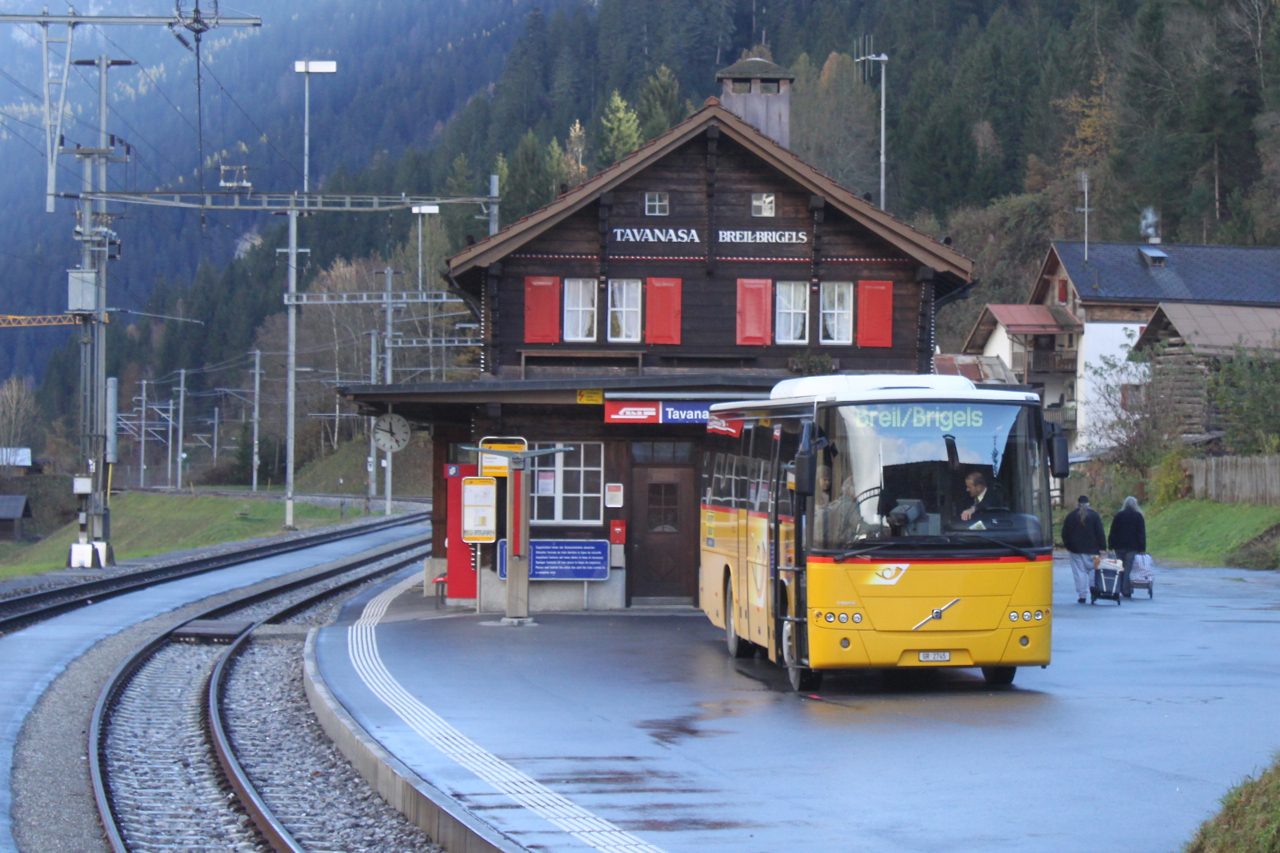
Železniční stanice Tavanasa-Breil/Brigels

Při výstavbě Surselvské dráhy počátkem 20. století byl Breil železnicí obejit, jelikož se jeho centrum nachází vysoko na svahu nad tratí. Obec získala stanici pouze v místní části Tavanasa, nacházející se na dně údolí. Do centra obce jezdí z Tavanasy poštovní autobusy Postauto. Nejbližší dálniční spojení je v Reichenau na dálnici A13.